# Elección municipal de San Salvador de 2015
La elección municipal de San Salvador de 2015 se llevó a cabo el día domingo 1 de marzo de 2015, en ella se eligió el alcalde de San Salvador para el período 2015 - 2018. El resultado final fue la victoria para Nayib Bukele del FMLN, luego de vencer en las urnas al candidato de ARENA, Edwin Zamora.

## Encuestas
Los sondeos presentados fueron los que se realizaron antes de las elecciones, desde que se supo los candidatos para las elecciones de San Salvador. Solo se toman los dos partidos mayoritarios.
| Fecha      | Encuestadora | FMLN   | ARENA  |
| ---------- | ------------ | ------ | ------ |
| 29/10/2014 | CID-Gallup   | 43%    | 25%    |
| 18/11/2014 | UFG          | 60.2%  | 18.8%  |
| 26/11/2014 | LPG          | 39%    | 36%    |
| 4/12/2014  | CID-Gallup   | 44%    | 27%    |
| 9/12/2014  | UCA          | 46.3%  | 13.4%  |
| 22/01/2015 | CID-Gallup   | 55%    | 32%    |
| 27/01/2015 | UTEC         | 44.9%  | 35%    |
| 28/01/2015 | EDH          | 42.33% | 45.69% |
| 5/02/2015  | LPG          | 45%    | 34%    |
| 11/02/2015 | UCA          | 49.5%  | 30%    |
| 12/02/2015 | UFG          | 46%    | 28.6%  |